# Попов, Николай Михайлович (член Учредительного Собрания)
Николай Михайлович Попов (1882 — 10.02.1937) — эсер-максималист, член Всероссийского Учредительного Собрания, Харьковский губернский комиссар от УЦР.

## Биография
Николай Михайлович Попов родился в семье почетного гражданина города Змиева в 1882 году. Учился на юридическом факультете Императорского Харьковского университета.
В июне 1909 года был зачислен младшим кандидатом на судебные должности при харьковском окружном суде. В 1911 году Попов получил из министерства юстиции назначение помощником секретаря тифлиской судебной палаты. 10 января 1912 года Попов получил назначение на должность помощника мирового судьи гиачинского отдела бакинского окружного суда. 26 ноября 1916 года вернулся в Харьков и снова вступил на должность старшего кандидата уголовного департамента харьковской судебной палаты.
После февральской революции Попов как местный землевладелец ему принадлежало 12 десятин организует в Шелудьковской волости совет крестьянских депутатов в состав которого и вошел. В мае 1917 года на первых демократических выборах Змиевской земской управы Попова избирают председателем управы. Из-за того что Попов придерживался эсеро-максималистских взглядов и летом 1917 года поддержал украинское национальное движение в Змиевском уезде, част гласных управы отказались поддерживать Попова. На перевыборах Змиевской земской управы его как председателя управы поддержали 20 гласных из 61, тогда Попов выставил свою кандидатуру на пост мирового судьи но также не был избран, тогда Попов выставил свою кандидатуру в губернскую управу из 50 голосовавших за его проголосовало 7 гласных, но благодаря пропорциональной системе выборов он был избран в губернскую управу.
18 октября Харьковским губернским общественным комитетом Попов был избран губернским комиссаром, но не был утвержден на эту должность Временным правительством . 27 октября 1917 года Попов согласно решению Харьковского губернского военно-революционного комитета был избран на должность Харьковского губернского комиссара, его помощником был избран Сергей Тимошенко. 28 октября в «Забастовочном листе» Исполнительный комитет Харьковского губернского ВРК выпустил обращение к жителям города Харькова в котором говорилось:
« Харьковский объединений военно-революционный комитет, представляет волю Центральной Украинской Рады…»
1 ноября 1917 года Попов Н. Н. был утвержден Украинской Центральной Радой Харьковским губернским комиссаром, его помощниками были назначены Тимошенко С. П., Гончаров И. Я. Сотрудники канцелярии Харьковского губернского комиссара и Змиевская и Богодухавская уездные земские управы и Богодуховский совет не признали нового комиссара до момента его утверждения Временным правительством.